# Hugh Halkett

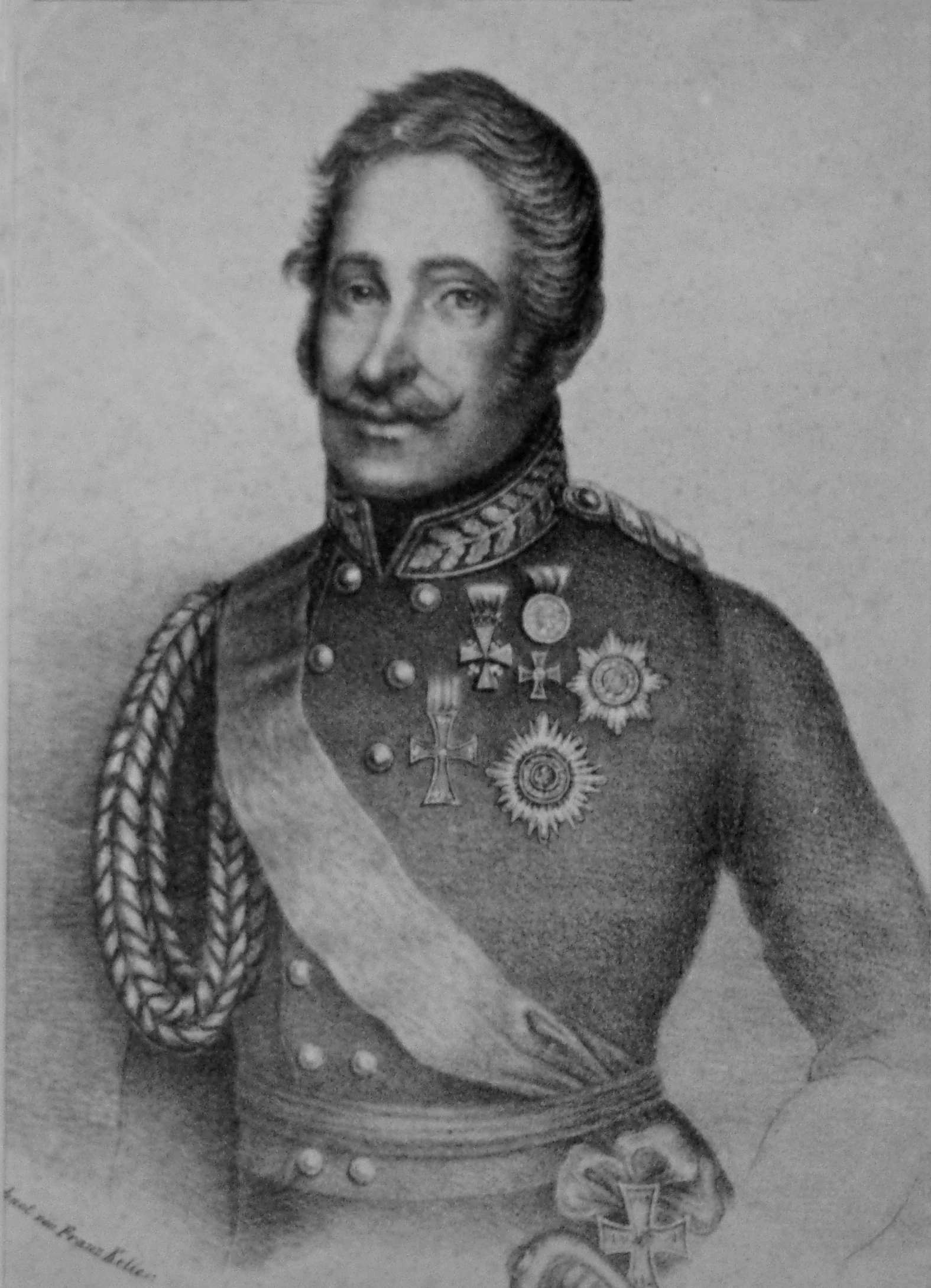
General Hugh Halkett

Hugh Halkett (auch Freiherr Hugh von Halkett; * 30. August 1783 in Musselburgh, East Lothian, Schottland; † 26. Juli 1863 in Hannover) war ein britisch-hannoverscher General.

## Leben
Hugh Halkett war ein Sohn des Generalmajors Frederick Godar Halkett (* 1728; † 1803) und Bruder des Generalleutnants Colin Halkett.
Er trat schon 1794 als Ensign in die von seinem Vater mit aufgebaute Scotch Brigade ein, die 1802 zu 94th Regiment of Foot umbenannt wurde. Er stieg dort zum Lieutenant auf und wechselte 1803 als Captain in die King’s German Legion. 1805 wurde er Major in deren 2. leichten Bataillon und nahm 1805–1808 an den Expeditionen nach der Elbmündung, nach Rügen, Kopenhagen und Schweden teil.
1808 ging er mit der Brigade Carl von Altens nach Spanien und befand sich bei dem kühnen Rückzug John Moores bei der Flankendivision, welche denselben deckte. 1809 nahm Halkett bei der Walcheren-Expedition unter Lord Chatham an der Belagerung von Vlissingen teil.
Im Frühjahr 1811 ging er abermals nach Spanien, wo er an der zweimaligen Belagerung von Badajoz und an den Schlachten von Albuera und Salamanca teilnahm. Am 30. Dezember 1811 wurde er zum Brevet-Lieutenant-Colonel des 2. leichten Bataillons und am 22. September 1812 zum Lieutenant-Colonel des 7. Linien-Bataillons der King’s German Legion befördert. Er begab sich im Frühjahr 1813 mit Verstärkungen zu dem Korps des Generals Wallmoden nach Mecklenburg und erhielt hier den Befehl über eine hannoversche Brigade, mit welcher er in der Schlacht an der Göhrde am 16. September das feindliche Zentrum durchbrach.
Im März 1814 wurde er zum Obersten in der hannoverschen Armee ernannt und kommandierte in der Schlacht bei Waterloo die 3. hannoversche Brigade auf dem rechten Flügel der Schlachtordnung. Nachdem er den ganzen Tag die feindlichen Angriffe auf Schloss Hougomont abgewehrt hatte, drang er, als am Abend die Armee die Offensive ergriff, vor und sprengte ein Karree der französischen Kaisergarde.
Halkett machte hierbei General Cambronne eigenhändig zum Gefangenen. Nach dem zweiten Pariser Frieden blieb Halkett mit seiner Brigade bei dem Okkupationskorps in Frankreich zurück. 1834 zum Generalmajor ernannt, kommandierte er nacheinander die 2. und 1. Infanteriedivision. Im Schleswig-Holsteinischen Krieg 1848 führte er die Truppen des 10. deutschen Armeekorps und schlug die Dänen 24. April bei Oeversee. Daraufhin wurde er zum General der Infanterie und nach dem Feldzug zum Inspekteur der gesamten Infanterie ernannt. 1862 wurde er in den erblichen Freiherrenstand erhoben.

## Auszeichnungen
Halkett war Inhaber hoher Orden, u. a. des Schwarzen Adlerordens, des Pour le Mérite, des Bath-Ordens und des russischen Ordens der Heiligen Anna.